# Историко-мемориальный центр-музей И. А. Гончарова
Историко-мемориальный центр-музей И. А. Гончарова — российское учреждение культуры историко-литературного профиля. Филиал Ульяновского краеведческого музея.
Находится в городе Ульяновск, ул. Гончарова, д. 20.
Экспозиция посвящена жизни и творчеству уроженца города русского писателя Ивана Александровича Гончарова (1812—1891). Проводятся экскурсии:
- Жизнь и творчество И. А. Гончарова
- И. А. Гончаров и Симбирск (название города Ульяновск в дореволюционные времена)
- Роман И. А. Гончарова «Обломов»
- Путешествие И. А. Гончарова на фрегате «Паллада»

## История
Центр-музей открыт 18 июня 2012 года в день 200-летия со дня рождения И. А. Гончарова. Историко-литературный музей писателя уже существовал здесь ранее, с 1982 года.
Здание (Дом Гончарова), занимаемое центром-музеем, было построено в конце XVIII века. Новые владельцы в конце XIX века надстроили третий этаж и сделали пристройки, изменившие внешний вид здания, стены исторического дома оказались внутри нового строения, но ряд комнат сохранился практически неизменными.

## Экспозиция
Экспозиция развёрнута в родном доме писателя, прожившем в нём долгое время. На трёх этажах дома обустроены: мемориальная экспозиция в подлинных помещениях дома И. А. Гончарова (1810—1830-е гг.); историко-мемориальная экспозиция петербургского периода жизни писателя (1840—1890-е гг.); документальная экспозиция «Герои И. А. Гончарова в современном мире»; «История симбирских городских часов»; «Купеческий подвал». В основе экспозиции уникальная коллекция подлинных вещей И. А. Гончарова, его родственников и их окружения (в том числе поступления от семьи Трейгутов, наследников Гончарова по его завещанию), наиболее ценными являются также иллюстрации к произведениям писателя (в том числе выполненные Ильей Глазуновым, Давидом Боровским), материалы о связях писателя с театром и кино, виды мест, связанных с И. А. Гончаровым (живопись, графика, фотографии, открытки).
Музей имеет большой зал для массовых мероприятий, конференц-зал. Организована работа выставочного зала и детского информационно-игрового центра, собрана научная библиотека.